# Borda de Justinyà
La Borda de Justinyà és una borda del terme municipal de Conca de Dalt, dins de l'antic terme de Toralla i Serradell, pertanyent al poble de Serradell, a l'oest del municipi. Està situada a la partida de Justinyà, a l'esquerra del riu de Serradell, a ponent de Serradell. És a ponent de lo Vedat, al nord de Pla Mià i a llevant de los Plans.